# Seznam zámků v Karlovarském kraji
Seznam zámků v Karlovarském kraji. Jedná se o seznam dosud stojících zámků v Karlovarském kraji:
| Zámek                     | Obrázek | Okres        | Památková ochrana | Lokace                           | Sloh            |
| ------------------------- | ------- | ------------ | ----------------- | -------------------------------- | --------------- |
| Arnoltov                  |         | Sokolov      | 11318/4-5077      | Arnoltov 52                      | klasicismus     |
| Bečov nad Teplou          |         | Karlovy Vary | 28094/4-726       | Zámek 9                          | baroko          |
| Berchembogen              |         | Cheb         | 46885/4-131       | Trstěnice 84                     | novogotika      |
| Budov (nový zámek)        |         | Karlovy Vary |                   | Budov 2                          | secese          |
| Dalovice (nový zámek)     |         | Karlovy Vary | 38621/4-779       | Hlavní 114/29                    | historizující   |
| Dalovice (starý zámek)    |         | Karlovy Vary |                   | Hlavní 1/27                      |                 |
| Děpoltovice (nový zámek)  |         | Karlovy Vary | 24771/4-785       | Děpoltovice 2                    | empír           |
| Děpoltovice (starý zámek) |         | Karlovy Vary |                   | Děpoltovice 1                    |                 |
| Doubí                     |         | Karlovy Vary | 41251/4-792       | Studentská 1/4                   | novorenesance   |
| Doubrava                  |         | Cheb         |                   | Doubrava 16                      | novogotika      |
| Favorit                   |         | Sokolov      | 38138/4-713       | Šindelová 54                     | novobaroko      |
| Hamrníky                  |         | Cheb         | 25863/4-62        | třída Vítězství 1/2              | baroko          |
| Hartenberg                |         | Sokolov      | 36028/4-696       | Hřebeny 1                        | baroko          |
| Hauenštejn                |         | Karlovy Vary | 34249/4-819       | Horní Hrad 1                     | novogotika      |
| Hazlov                    |         | Cheb         | 11519/4-5088      | Hazlov 40                        | baroko          |
| Chlumek (starý zámek)     |         | Sokolov      | 14526/4-567       | Dasnice 91                       | rokoko          |
| Chyše                     |         | Karlovy Vary | 32490/4-1274      | Chyše 30                         | novogotika      |
| Javorná                   |         | Karlovy Vary | 14901/4-863       | Javorná 70                       | baroko          |
| Jindřichovice             |         | Sokolov      | 17475/4-606       | Jindřichovice 1                  | novogotika      |
| Kaceřov                   |         | Sokolov      | 17823/4-611       | Kaceřov 1                        | baroko          |
| Kamenný Dvůr              |         | Sokolov      | 46503/4-657       | Kamenný Dvůr 1                   | baroko          |
| Kladská                   |         | Cheb         |                   | Kladská 9                        |                 |
| Kopaniny                  |         | Cheb         | 104079            | Kopaniny ?                       | renesance       |
| Kostelní Bříza            |         | Sokolov      | 31899/4-619       | Kostelní Bříza 1                 | baroko          |
| Kostrčany                 |         | Karlovy Vary | 50832/4-5254      | Kostrčany 17                     | baroko          |
| Kynžvart                  |         | Cheb         | 11454/4-40        | Zámek 347, Lázně Kynžvart        | klasicismus     |
| Libá                      |         | Cheb         | 28395/4-46        | Libá 9                           | baroko          |
| Lítov                     |         | Sokolov      |                   | Lítov 1                          | baroko          |
| Luka                      |         | Karlovy Vary | 12811/4-4971      | Luka 1                           | baroko          |
| Mořičov                   |         | Karlovy Vary | 17540/4-948       | v lese mezi Mořičovem a Ostrovem | baroko          |
| Mostov                    |         | Cheb         | 12292/4-4776      | Mostov 1                         | romantismus     |
| Nejdek                    |         | Karlovy Vary |                   | Karlovarská 49                   | novorenesance   |
| Ostrov                    |         | Karlovy Vary | 18023/4-972       | Jáchymovská 1                    | klasicismus     |
| Podhradí (dolní zámek)    |         | Cheb         | 35653/4-35        | pod hradem Neuberg (Podhradí)    | baroko          |
| Podhradí (horní zámek)    |         | Cheb         | 35653/4-35        | pod hradem Neuberg (Podhradí)    | baroko          |
| Poutnov                   |         | Cheb         |                   | za domem čp. 60                  | baroko          |
| Sedlec                    |         | Karlovy Vary |                   | Sedlec 82                        | klasicismus     |
| Skalná                    |         | Cheb         |                   | Pod Hradem 275                   |                 |
| Sokolov                   |         | Sokolov      | 18431/4-544       | Zámecká 2                        | klasicismus     |
| Staré Sedlo               |         | Sokolov      | 29689/4-705       | Zámecká 100                      | klasicismus     |
| Starý Hrozňatov           |         | Cheb         | 27655/4-126       | Hrozňatov 57                     | novogotika      |
| Starý Rybník              |         | Cheb         | 32119/4-122       | Starý Rybník 1                   | empír           |
| Stružná                   |         | Karlovy Vary | 27725/4-1038      | Stružná 1                        | novorenesance   |
| Štědrá                    |         | Karlovy Vary | 40508/4-1049      | Štědrá 1                         | baroko          |
| Toužim                    |         | Karlovy Vary | 18873/4-1093      | náměstí Jiřího z Poděbrad 1      | baroko          |
| Údrč                      |         | Karlovy Vary |                   | Údrč 1                           | baroko          |
| Valeč                     |         | Karlovy Vary | 45085/4-1109      | Valeč 1                          | novobaroko      |
| Velichov                  |         | Karlovy Vary | 21504/4-1120      | Velichov 1                       | novoklasicismus |
| Verušičky                 |         | Karlovy Vary | 27389/4-1128      | Verušičky 1                      | novogotika      |